# 小行星2245
小行星2245（2245 Hekatostos）是一颗围绕太阳公转的小行星。1968年1月24日，柳德米拉·切爾尼赫在克里米亚发现了此天体。
該小行星以「第100」的希臘語命名。
这颗小行星的绝对星等为316.7999762600957等。